# 炸魚塊
炸魚塊（荷蘭語：Kibbeling）是一道在荷蘭很受歡迎的小吃，使用魚塊裹麵糊油炸而成，通常沾蒜味美乃滋或塔塔醬美乃滋食用。  在19世纪，Kibbeling這個詞的意思是廢棄的鱈魚臉頰肉，在那個年代是荷蘭很流行的一道菜。 
製作炸魚塊通常使用白肉魚，可能採用的魚種包括青鱈、歐洲無鬚鱈、黑線鱈、牙鱈或綠青鱈。